# Horniella hongkongensis
Horniella hongkongensis (лат.) — вид мелких коротконадкрылых жуков рода Horniella из подсемейства ощупники (Pselaphinae, Staphylinidae). Юго-Восточная Азия.
Название «hongkongensis» связано с типовой местностью в Китае.

## Распространение
Юго-Восточная Азия: Китай (Hong Kong).

## Описание
Длина тела около 4 мм (3,0—3,14 мм у самцов и 3,09—3,29 мм у самок), красновато-коричневого цвета. Сложные глаза состоят из 22-25 фасеток у самок и до 40 у самцов. Самцы наиболее похожи на H. burckhardti тем, что имеют одинаковые равномерно вогнутые передние края переднебоковых щечных выступов, одинаковое расположение шипов на передних и средних ногах и форму эдеагуса. Эти два вида можно различить по менее отчётливо расширенным базолатеральным краям скапуса, более короткому срединному килю четвёртого тергита и эндофаллусу эдеагуса с двумя склеритами у H. hongkongensis, в то время как у H. burckhardti скапус отчётливо округленно расширен на базолатеральных краях. При этом средний киль четвёртого тергита проходит почти на всю длину тергита, а эндофаллус с одним длинным и двумя короткими склеритами.
Переднеспинка с антебазальной бороздкой, соединяющей срединную и латеральную антебазальные ямки. Усики 11-члениковые, булава состоит из 3 апикальных сегментов. Ноги тонкие и длинные; бёдра утолщённые. Вид был впервые описан в 2014 году китайскими энтомологами (Zi-Wei Yin и Li-Zhen Li) по материалам из Китая. Включён в видовую группу H. burckhardti group.